# Paul Flache
Paul Flache (* 4. März 1982 in Lakehurst, Ontario) ist ein ehemaliger deutsch-kanadischer Eishockeyspieler und derzeitiger -trainer, der seit Sommer 2013 bei den TPH Thunder U18 in der kanadischen Nachwuchsliga Tier 1 Elite Hockey League tätig ist. 

## Karriere
Flache begann seine Karriere 1999 in der kanadischen Juniorenliga Ontario Hockey League bei den Brampton Battalion. Ein Jahr später wurde er während des NHL Entry Draft 2000 von den Edmonton Oilers in der fünften Runde an insgesamt 152. Position ausgewählt. Die Verantwortlichen der Oilers nahmen ihr Transferrecht allerdings nicht wahr und so lief der Kanadier fortan weiterhin in der OHL auf. Nachdem sich der Rechtsschütze erneut steigern konnte und mit 44 Scorerpunkten in 68 Partien zu den punktbesten Verteidigern in seinem Team gehörte, sicherten sich die Atlanta Thrashers beim NHL Entry Draft 2002 seine Transferrechte. Flache wurde in der fünften Runde an 144. Stelle gedraftet.
Im Sommer 2002 wechselte Paul Flache zunächst in die East Coast Hockey League zu den Greenville Grrrowl, eines der damaligen Farmteams der Thrashers. Der Kanadier zeigte in der Folgezeit gute Leistungen und empfahl sich somit für die American Hockey League. Dort kam er erstmals in der Saison 2003/04 für die Chicago Wolves zum Einsatz, bei denen er wenig später zum Stammkader gehörte. Dennoch erhielt er nie die Chance, sich in der National Hockey League zu beweisen. Schließlich schloss sich Flache zur Spielzeit 2005/06 den New York Islanders an, die ihn ausschließlich bei ihrem Farmteam, den Bridgeport Sound Tigers, in der AHL einsetzten.
Nachdem für Flache letzten Endes wenig Chancen auf ein Engagement in der NHL bestanden, forcierte er im Sommer 2007 einen Wechsel nach Europa. Dort wurden die Eisbären Regensburg auf den damals 25-Jährigen aufmerksam und transferierten ihn in die 2. Bundesliga. Zum Ende der Saison 2007/08 mussten die Eisbären Konkurs anmelden, sodass Flache dazu gezwungen war, den Verein zu wechseln. Schließlich unterschrieb Paul Flache einen Einjahresvertrag bei den Augsburger Panthern. Im Januar 2009 verließ er den Verein und schloss sich dem Oberligisten Herner EV 2007 an. Zur Saison 2010/11 kehrte er nach Nordamerika zurück und schloss sich seinem ehemaligen Verein, den Gwinnett Gladiators, an. Nach zwei Spielzeiten in der East Coast Hockey League beendete Flache seine Karriere und ist seit der Saison 2013/14 als Trainer der TPH Thunder U18 in der kanadischen Nachwuchsliga Tier 1 Elite Hockey League aktiv.

## DEL-Statistik
(Stand: Ende der Saison 2008/09)